# Mistyczne zaślubiny św. Katarzyny z Aleksandrii
Mistyczne zaślubiny św. Katarzyny z Alesandrii – powstały w ok. 1632 obraz autorstwa toskańskiego malarza epoki baroku Pietra Paoliniego, przechowywany w Galleria Nazionale d’Arte Antica w Rzymie.
Dzieło jest najstarszym datowanym przez artystę obrazem. Powstało zaraz po powrocie Paoliniego do rodzinnej Lukki w 1631.

## Opis i styl
Dzieło składa się niejako z dwóch części. W górnej została przedstawiona legendarna scena zaślubin św. Katarzyny z Aleksandrii z Dzieciątkiem Jezus, w dolnej zaś postacie dwóch średniowiecznych założycieli zakonów żebraczych – św. Franciszka z Asyżu i św. Dominika Guzmana.
W centrum górnej części znajduje się postać Matki Bożej podtrzymującej stojącego między jej kolanami Jezusa. Chrystus nie jest przedstawiony jako niemowlę, ale jako stojący o własnych siłach chłopiec. Nad głową Maryi anioł podtrzymuje koronę. Na prawo od Maryi postać św. Józefa z księgą. Matka Boża patrzy się na klęczącą po jej lewej stronie św. Katarzynę. Święta męczennica wpatruje się w twarz Maryi, prawą ręką odbierając od Jezusa złote naczynie. Katarzyna ma ozdobną czerwoną suknię. Od góry zwisa, rozdzielona na środku czerwona kotara.
W dolnej części zakonnicy ubrani w charakterystyczne dla swych rodzin zakonnych habity. Św. Franciszek kontempluje scenę zaślubin, trzymając ręce włożone do rękawów. Św. Dominik patrzy w kierunku oglądającego dzieło. W lewej ręce trzyma różaniec. Palcem prawej ręki wskazuje na scenę powyżej.